# Arie den Hartog
Arie den Hartog (ur. 23 kwietnia 1941 w Zuidland, zm. 7 czerwca 2018) – holenderski kolarz szosowy i torowy, brązowy medalista szosowych mistrzostw świata.

## Kariera
W 1962 zdobył brązowy medal w wyścigu ze startu wspólnego amatorów podczas szosowych mistrzostw świata w Salò. W zawodach tych wyprzedzili go jedynie Włoch Renato Boncioni oraz Duńczyk Ole Ritter. Był to jednak jedyny medal wywalczony przez den Hartoga na międzynarodowej imprezie tej rangi. Ponadto wygrał między innymi Omloop der Kempen w 1963 roku, Paryż-Camembert i Tour de Luxembourg w 1964 roku, Mediolan-San Remo w 1965 roku oraz Amstel Gold Race w 1967 roku. W 1965 roku został wicemistrzem kraju w wyścigu ze startu wspólnego w kategorii zawodowców. Czterokrotnie startował w Tour de France, najlepszy wynik osiągając w 1968 roku, kiedy zajął 26. miejsce w klasyfikacji generalnej. W 1967 roku był trzynasty w Vuelta a España, w tym samym roku wystartował także w Giro d’Italia, ale nie ukończył rywalizacji. Startował także na torze, zdobywając między innymi brązowy medal mistrzostw Holandii w indywidualnym wyścigu na dochodzenie w 1963 roku. Nigdy nie wystąpił na igrzyskach olimpijskich. Jako zawodowiec startował w 1964–1970.